# Tribeca Enterprises
Tribeca Enterprises (fosta Tribeca Productions) este o companie americană de producție de film și televiziune fondată în 1989 de actorul Robert De Niro și producătoarea Jane Rosenthal⁠(d) în cartierul Tribeca din Manhattan, de unde compania și-a luat numele.

## Istorie
Compania de producție a fost înființată în 1989, ca TriBeCa Productions, la începutul unei renașteri a interesului producătorilor pentru filmările din orașul New York. Înainte de anii 1990, era mai economic pentru studiourile de filme să realizeze scene urbane în orașe canadiene ca Montreal, Toronto și Vancouver. De la înființarea companiei, alte unități de producție s-au mutat în diferite cartiere din New York, iar filmările în oraș și pe străzi au devenit din nou ceva obișnuit.
În 2003, Robert De Niro, Jane Rosenthal și Craig Hatkoff⁠(d) au făcut Tribeca Productions parte a Tribeca Enterprises, care organizează Festivalul de Film Tribeca, Festivalul International de Film de la Tribeca, Tribeca Cinemas și Tribeca Films.

## Filmografie
| An   | Film                                  | Note                              |
| ---- | ------------------------------------- | --------------------------------- |
| 1989 | Nu suntem îngeri                      | Producător (nemenționat)          |
| 1991 | Promontoriul groazei                  | Producător (nemenționat)          |
| 1992 | Thunderheart⁠(d)                       | Producător                        |
| 1992 | Mistress⁠(d)                           | Producător                        |
| 1993 | TriBeCa⁠(d)                            | Producător executiv               |
| 1993 | The Night We Never Met⁠(d)             | Producător (nemenționat)          |
| 1993 | Poveste din Bronx                     | Producător                        |
| 1994 | Mary Shelley's Frankenstein           | Producător asociat                |
| 1995 | Panther⁠(d)                            | Producător (nemenționat)          |
| 1996 | Fidelitate⁠(d)                         | Producător                        |
| 1996 | Camera lui Marvin                     | Producător                        |
| 1997 | Înscenarea                            | Producător                        |
| 1998 | Martor contra Mafiei⁠(d)               | Producător executiv               |
| 1999 | Haos in dragoste⁠(d)                   | Producător                        |
| 1999 | Doi oameni perfecți                   | Producător                        |
| 2000 | Aventurile lui Rocky și Bullwinkle⁠(d) | Producător                        |
| 2000 | Un socru de coșmar                    | Producător                        |
| 2000 | Holiday Heart⁠(d)                      | Producător                        |
| 2001 | Prison Song                           | Producător                        |
| 2002 | About a Boy                           | Producător                        |
| 2002 | Nașul stresat                         | Producător                        |
| 2004 | Stage Beauty⁠(d)                       | Producător                        |
| 2004 | Meet the Fockers                      | Producător                        |
| 2005 | Rent                                  | Producător                        |
| 2006 | Agenția secretă                       | Producător                        |
| 2008 | Panică la Hollywood                   | Producător                        |
| 2009 | Inamicii publici⁠(d)                   | Producător executiv (nemenționat) |
| 2010 | O familie de coșmar                   | Producător                        |
| 2010 | 20% Fiction                           | Producător executiv               |
| 2010 | 36⁠(d)                                 | Producător                        |
| 2011 | Warrior Queen⁠(d)                      | Producător                        |
| 2011 | The Undomestic Goddess                | Producător executiv               |
| 2012 | NYC 22⁠(d)                             | Producător executiv               |
| 2014 | About a Boy⁠(d)                        | Producător executiv               |
| 2017 | Vrăjitorul minciunilor                | Producător executiv               |
| 2018 | Quincy⁠(d)                             | Producător                        |
| 2019 | Prin ochii voștri⁠(d)                  | Producător executiv               |
| 2019 | Irlandezul: Asasinul mafiei           | Producător                        |